# Eufrasia Burlamacchi
Eufrasia Burlamacchi, född 1482, död 1548, var en italiensk konstnär. 
Hon var nunna och känd för sin verksamhet som illustratör, då hon illuminerade manuskript. 